# 馬利尼夫卡 (波洛希區)
馬利尼夫卡（羅馬化：Malynivka）是烏克蘭東南部扎波羅熱州波洛希區马利尼夫卡市镇内的村落及其行政中心。始建於1800年，面積1.47平方公里，海拔高度134米，2025年人口1，人口密度每平方公里601.4人。